# Billia
Billia — рід дерев із родини сапіндових, який походить з Америки, від центральної Мексики до Еквадору. Деревина використовується в столярній справі.

## Види
Визнаються такі види:
- Billia hippocastanum
- Billia rosea